# Krośnieńskie Huty Szkła „Krosno”

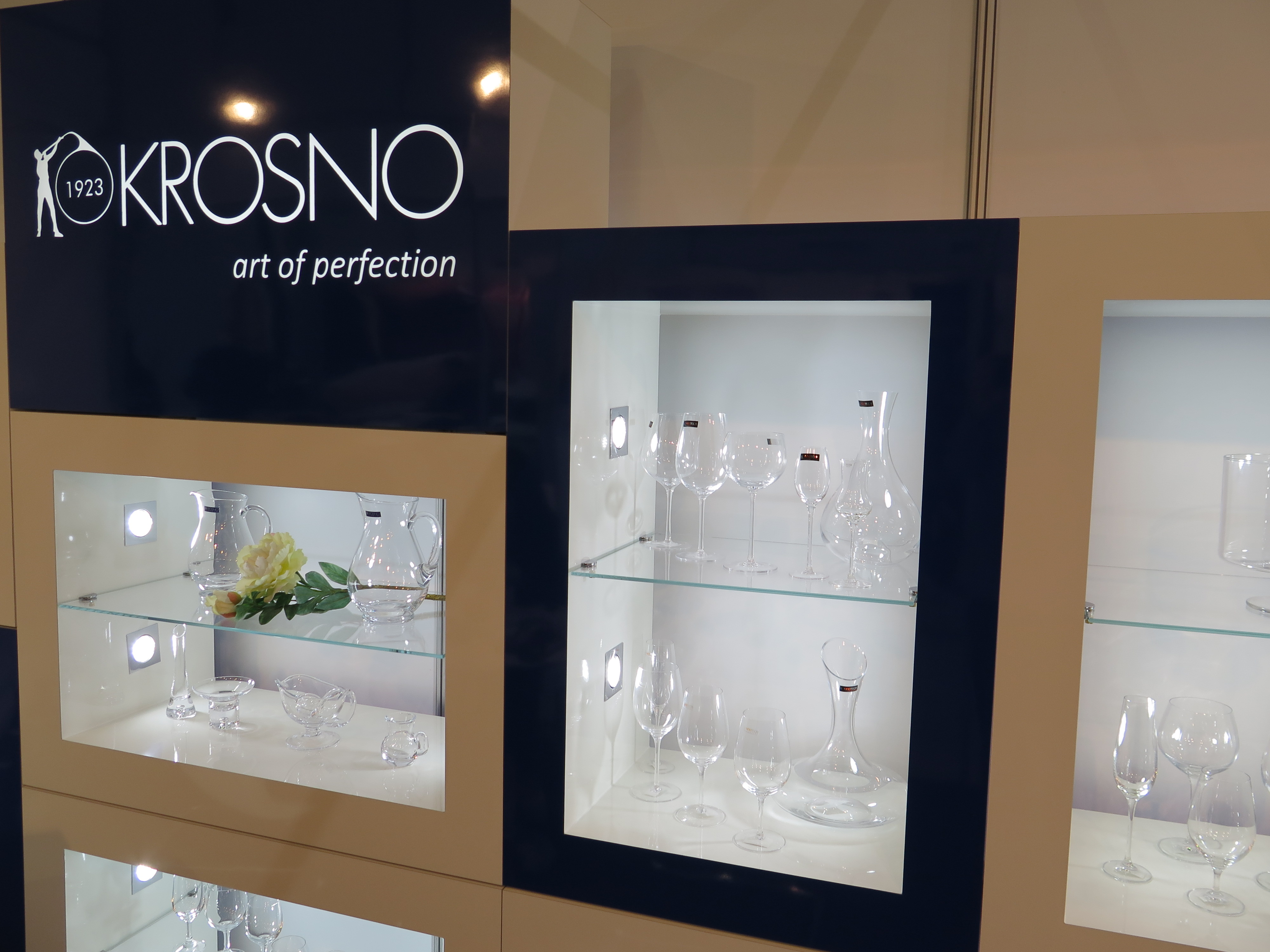
Asortyment szkła na targach HORECA 2014 w Krakowie

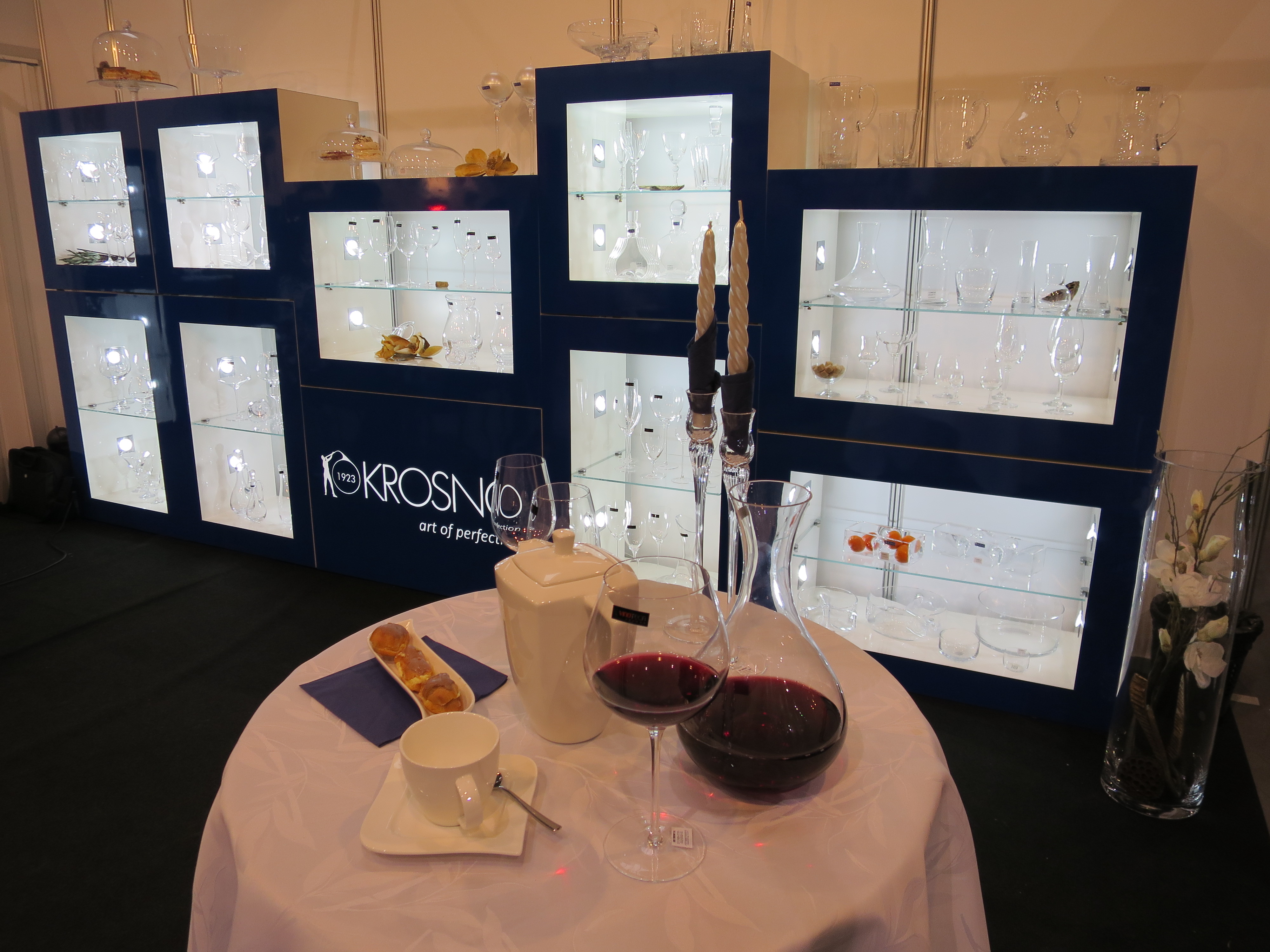
Ekspozycja targowa podczas HORECA 2015 w Krakowie

Krosno Glass Spółka Akcyjna – polska huta szkła, producent szkła gospodarczego, jeden z liderów rynku światowego w branży; w latach 1991–2009 notowana na Giełdzie Papierów Wartościowych w Warszawie, w 2016 przejęta przez południowoafrykański fundusz inwestycyjny Coast2Coast. Po restrukturyzacji i przekształceniu w 2018, jedynym akcjonariuszem spółki został fundusz Noble Found Mezzanine.
Krosno Glass S.A., początkowo jako Krośnieńskie Huty Szkła „Krosno” S.A. została założona w 1923 roku w Krośnie, w południowo-wschodniej części Polski i zajmuje się produkcją sodowego szkła gospodarczego. Firma zatrudnia blisko 2,2 tys. pracowników. Wizytówką Krosna S.A. jest szkło formowane tradycyjną metodą ręczną. Znaczącą pozycję w ofercie handlowej firmy stanowi również szkło stołowe formowane mechanicznie.
Ponad 90% produkcji ręcznej oraz około 60% produkcji mechanicznej jest eksportowane do 60 krajów na świecie. Produkty wytwarzane przez Krosno Glass trafiają m.in. do Stanów Zjednoczonych (największy rynek eksportowy), Wielkiej Brytanii (2. miejsce w sprzedaży eksportowej), Japonii, Australii, Szwecji, Niemiec itd. Szkło z Krosna S.A. łączy w sobie oryginalne wzornictwo, kunszt wykonania i najnowsze osiągnięcia technologiczne. Wysoka jakość wyrobów i nieskazitelna bezbarwność masy szklanej osiągana jest dzięki wypracowanej przez lata metodzie produkcji oraz recepturze używanych składników. Krośnieńskie szkło często nazywane jest „bezołowiowym kryształem”, co znakomicie charakteryzuje perfekcyjną przejrzystość produktów firmy. Klientom, poza szkłem bezbarwnym, oferowana jest paleta szkła w kilkudziesięciu kolorach.

## Historia
Historia firmy sięga 1923 roku, kiedy przystąpiono do budowy pierwszej huty. Produkcję uruchomiono w 1924 r., a właścicielem huty była spółka akcyjna „Polskie Huty Szkła” z Krakowa. Po odbudowaniu poważnie zniszczonego zakładu w latach powojennych przedsiębiorstwo rozrastało się dynamicznie. Do pierwszej fabryki dołączono Hutę Szkła Technicznego „Polanka”, a następnie zakład produkcyjny Krosno II. W styczniu 1958 decyzją rządową powołano przedsiębiorstwo państwowe pod nazwą Krośnieńskie Huty Szkła. W latach sześćdziesiątych w skład hut została włączona Huta Szkła „Jasło” i rozbudowano kombinat tworząc zakład Krosno III. Najmłodszym członkiem tego kombinatu jest Zakład Włókna Szklanego, oddany do użytku w 1971 r., obecnie spółka córka KROSGLASS SA. Lata osiemdziesiąte były ostatnim dziesięcioleciem funkcjonowania Krośnieńskich Hut Szkła w ramach gospodarki centralnie zarządzanej i pod prymatem państwa. Przedsiębiorstwo zatrudniało ponad 7000 osób, natomiast działalność produkcyjna skupiała się w sześciu zakładach, a od połowy lat 80. w siedmiu. W ówczesnej branży szklarskiej KHS były największym polskim producentem, charakteryzującym się różnorodnością produkcji. KHS odróżniała się od pozostałych przedsiębiorstw tej branży tym, że znaczna część produkcji trafiała na eksport – głównie do USA i Europy Zachodniej. Na rynkach zagranicznych KHS sprzedawały w dużej części swoje wyroby pod własną nazwą, co było rzadką praktyką wśród rodzimych producentów. Eksport obejmował 30 krajów na pięciu kontynentach, w tym do Australii i Japonii. Niestety inflacja spowodowana ucieczką od złotego i kryzys lat osiemdziesiątych odcisnęły swoje piętno na kondycji firmy i załamały produkcję. Poprawa efektywności nastąpiła jednak szybciej niż w innych polskich przedsiębiorstwach, ukazująca się certyfikatów bezpieczeństwa innymi w roku 1988 rekordową wielkością produkcji. Kontynuowano inwestycje w rozwijanie oferty hut m.in. oddano do użytku Ośrodek Wypoczynkowy w Nozdrzu, Centralną Kompresownię i Zakład Zaplecza Technicznego. W tym czasie Huty zdobyły pierwsze miejsce w konkursie „Made in Poland”.
W październiku 1990 roku ówczesny minister przekształceń własnościowych, Waldemar Kuczyński, podpisał akt prawny tworzący spółkę akcyjną. Od tego momentu zmieniono nazwę i powstały Krośnieńskie Huty Szkła Krosno S.A. Zaczęła się sprzedaż 1. emisji akcji Krosna, a pół roku później akcje znalazły się na GPW w Warszawie jako jednej z pierwszych 5 spółek. Dopiero w 1993 r. firma wyszła z trudnej sytuacji poprywatyzacyjnej. Proces prywatyzacji nie przyniósł firmie żadnego zastrzyku kapitałowego, gdyż pieniądze ze sprzedaży akcji trafiły do kasy państwa. Wchodząc na giełdę, firma zyskała stałą i bezpłatną reklamę, jakiej nie miała żadna huta szkła w kraju. Według wyników badań w tamtym czasie większość ankietowanych kojarzyło Krosno właśnie z giełdą. Ponadto badani wiedzieli, co spółka produkuje. Giełda poprawiła również postrzeganie Krosna przez odbiorców zachodnich. KHS Krosno S.A. uzyskały też możliwość dostępu do kapitału w postaci kredytów zagranicznych i krajowych. Jednak dokonano wyłącznie formalnej prywatyzacji przez Skarb Państwa bez wcześniejszego przygotowania, tj. bez oddłużenia oraz restrukturyzacji produkcji i zatrudnienia. Ponadto dokładna analiza ówczesnej sytuacji wykazuje takie mankamenty, jak brak w początkowej fazie prywatyzacji inwestora strategicznego, który wniósłby gotowy kapitał i nowe technologie. Wszystkie te czynniki przyczyniły się do znacznego pogorszenia sytuacji spółki w początkowych latach jej funkcjonowania. Recesja w gospodarce i malejący gwałtownie popyt wymusił redukcję produkcji i zatrudnienia. W 1996 r. Analitycy CS First Boston oceniali Krosno S.A. jako stosunkowo tanią firmę w relacji do swoich zysków, które stale rosły.
W 2001 roku powstała Grupa Kapitałowa Krosno. W kolejnych latach uruchomiono Regionalne Centra Dystrybucji Szkła i Ceramiki, zajmujące się sprzedażą i dystrybucją wyrobów oraz 6 salonów firmowych – Galerie Krosno zlokalizowane w najbardziej prestiżowych centrach handlowych największych polskich miast: Warszawa (Złote Tarasy i Arkadia), Poznań (Stary Browar), Łódź (Manufaktura), Kraków (Galeria Kazimierz) i Wrocław (Arkady). W 2007 roku Galerie Krosno otrzymały tytuł „Modne Miejsce” w kategorii Sklepy, co jest potwierdzeniem wyjątkowości tych miejsc, jak i tego, że klienci oczekują miejsca, w którym mogą kupić wysokiej jakości szkło, porcelanę, sztućce, obrusy i inne dodatki potrzebne do dekoracji stołu.
27 marca 2009 r. Sąd Rejonowy w Krośnie ogłosił upadłość Krośnieńskich Hut Szkła „Krosno” Spółka Akcyjna.
Syndykiem jest Marek Leszczak.
Dyrektorem Generalnym jest Dariusz Gawroński.
W postępowaniu upadłościowym Syndyk kontynuował działalność produkcyjną, przygotowując majątek do sprzedaży.
Spółka była notowana na giełdzie do 30 października 2009 r.
28 lipca 2016 sąd gospodarczy w Krośnie zatwierdził wybór oferty na sprzedaż Krośnieńskich Hut Szkła "Krosno" dokonany przez syndyka masy upadłości. Za ponad 121 mln zł "Krosno" kupiła spółka Krosno Glass południowoafrykańskiego funduszu inwestycyjnego Coast2Coast.

## Nagrody
- Nagroda Gospodarcza Prezydenta RP (2000)[6]